# À dix-sept ans
Pour plus de détails, voir Fiche technique et Distribution.
À dix-sept ans (Diecisiete) est un film espagnol réalisé par Daniel Sánchez Arévalo, sorti en 2019.

## Synopsis
Héctor, 17 ans, s'enfuit de l'établissement pénitentiaire pour mineurs où il vit depuis 2 ans. Il recherche un chien, Oveja, qu'il a connu dans un centre de secours pour animaux. Il est accompagné par son frère aîné Ismael qui veut s'assurer qu'il n'aurait pas d'ennuis.

## Fiche technique
- Titre : À dix-sept ans
- Titre original : Diecisiete
- Réalisation : Daniel Sánchez Arévalo
- Scénario : Daniel Sánchez Arévalo
- Musique : Julio de la Rosa
- Photographie : Sergi Vilanova Claudín
- Montage : Miguel Sanz Esteso
- Production : José Antonio Félez et Cristina Sutherland
- Société de production : Atípica Films
- Pays :  Espagne
- Genre : Drame
- Durée : 99 minutes
- Dates de sortie : 
  - Netflix : 18 octobre 2019

## Distribution
- Biel Montoro : Héctor
- Nacho Sánchez : Ismael
- Lola Cordón : Cuca
- Itsaso Arana : Esther
- Chani Martín : Ignacio
- Iñigo Aranburu : Román
- Kandido Uranga : Cura
- Mamen Duch : Jueza
- Carolina Clemente : Rosa

## Distinctions
Le film a été nommé au prix Goya du meilleur espoir masculin pour Nacho Sánchez.